# Ноттінгем 1936 (шаховий турнір)
Ноттінгемський шаховий турнір 1936 р. (10-28.8) — один з найбільш грандіозних турнірів в історії шахів за участі п'яти гравців, які в різні роки ставали чемпіонами світу: від 68-річного Еммануїла Ласкера, для якого він став останнім, до 25-річного Михайла Ботвинника.

## Хід турніру
Турнір організований шаховим клубом Ноттінгема і став найбільш значним шаховим змаганням в Англії з 1899. 15 учасників, у тому числі чемпіон світу Макс Ейве, 3 екс-чемпіона світу — Еммануїл Ласкер, Хосе Рауль Капабланка і Олександр Альохін, 4 найбільш талановитих молодих шахіста, претендент на світову першість — Михайло Ботвинник, Самуель Решевский, Ройбен Файн і Саломон Флор. Інтерес до матчу підігрівався тим, що деякі з його найсильніших учасників ніколи раніше не грали один з одним.
Спочатку лідирували М. Ейве (6 очок з 7) і М. Ботвинник, потім замість Ейве лідером став Х. Р. Капабланки, який разом з Ботвинником розділив перше-друге місця — по 10 очок.
Ноттінгемський турнір став останнім турніром в шаховій кар'єрі Еммануїла Ласкера (7-8 місце). Капабланка, вигравши другий за цей рік великий міжнародний турнір (першим був турнір у Москві), знову змусив про себе говорити як про одного з головних претендентів на світову шахову корону. Чемпіон світу Макс Ейве, відставши від переможців лише на пів-очка, в цілому підтвердив своє реноме і довів, що переміг Альохіна не випадково. Що стосується Михайла Ботвинника, то для нього цей турнір став очевидним тріумфом і він також був визнаний світовою шаховою громадськістю в якості одного з основних претендентів на звання чемпіона світу.

## Примітні партії
Партія Ботвинник — Тартаковер відзначена першим призом «за красу».

## Таблиця турніру
| №  | Гравець            | 1 | 2 | 3 | 4 | 5 | 6 | 7 | 8 | 9 | 10 | 11 | 12 | 13 | 14 | 15 |  | + | = | − | Очки | Місце |
| -- | ------------------ | - | - | - | - | - | - | - | - | - | -- | -- | -- | -- | -- | -- |  | - | - | - | ---- | ----- |
| 1  | Михайло Ботвинник  |   | ½ | ½ | ½ | ½ | ½ | ½ | ½ | 1 | 1  | 1  | 1  | 1  | 1  | ½  |  | 6 | 8 | 0 | 10   | 1—2   |
| 2  | Хосе Капабланка    | ½ |   | ½ | ½ | 1 | 1 | 0 | ½ | 1 | ½  | ½  | 1  | 1  | 1  | 1  |  | 7 | 6 | 1 | 10   | 1—2   |
| 3  | Макс Ейве          | ½ | ½ |   | ½ | 1 | 0 | ½ | 0 | 1 | ½  | 1  | 1  | 1  | 1  | 1  |  | 7 | 5 | 2 | 9½   | 3—5   |
| 4  | Рубен Файн         | ½ | ½ | ½ |   | ½ | ½ | ½ | 1 | ½ | 1  | ½  | 1  | 1  | ½  | 1  |  | 5 | 9 | 0 | 9½   | 3—5   |
| 5  | Самуель Решевський | ½ | 0 | 0 | ½ |   | 1 | ½ | 1 | 1 | 1  | ½  | 1  | 1  | 1  | ½  |  | 7 | 5 | 2 | 9½   | 3—5   |
| 6  | Олександр Алехін   | ½ | 0 | 1 | ½ | 0 |   | 1 | ½ | ½ | 1  | 1  | ½  | 1  | ½  | 1  |  | 6 | 6 | 2 | 9    | 6     |
| 7  | Саломон Флор       | ½ | 1 | ½ | ½ | ½ | 0 |   | 1 | 1 | 1  | ½  | 0  | 0  | 1  | 1  |  | 6 | 5 | 3 | 8½   | 7—8   |
| 8  | Емануїл Ласкер     | ½ | ½ | 1 | 0 | 0 | ½ | 0 |   | ½ | 1  | ½  | 1  | 1  | 1  | 1  |  | 6 | 5 | 3 | 8½   | 7—8   |
| 9  | Мілан Відмар       | 0 | 0 | 0 | ½ | 0 | ½ | 0 | ½ |   | 1  | ½  | ½  | 1  | ½  | 1  |  | 3 | 6 | 5 | 6    | 9     |
| 10 | Юхим Боголюбов     | 0 | ½ | ½ | 0 | 0 | 0 | 0 | 0 | 0 |    | ½  | 1  | 1  | 1  | 1  |  | 4 | 3 | 7 | 5½   | 10—11 |
| 11 | Савелій Тартаковер | 0 | ½ | 0 | ½ | ½ | 0 | ½ | ½ | ½ | ½  |    | 0  | 0  | 1  | 1  |  | 2 | 7 | 5 | 5½   | 10—11 |
| 12 | Теодор Тайлор      | 0 | 0 | 0 | 0 | 0 | ½ | 1 | 0 | ½ | 0  | 1  |    | ½  | ½  | ½  |  | 2 | 5 | 7 | 4½   | 12    |
| 13 | Конел Александер   | 0 | 0 | 0 | 0 | 0 | 0 | 1 | 0 | 0 | 0  | 1  | ½  |    | ½  | ½  |  | 2 | 3 | 9 | 3½   | 13    |
| 14 | Джордж Алан Томас  | 0 | 0 | 0 | ½ | 0 | ½ | 0 | 0 | ½ | 0  | 0  | ½  | ½  |    | ½  |  | 0 | 6 | 8 | 3    | 14    |
| 15 | Вільям Вінтер      | ½ | 0 | 0 | 0 | ½ | 0 | 0 | 0 | 0 | 0  | 0  | ½  | ½  | ½  |    |  | 0 | 5 | 9 | 2½   | 15    |